# رئيس الفلبين
رئيس الفلبين هو رأس الدولة ورئيس حكومة الفلبين. يقود الرئيس الفرع التنفيذي للحكومة الفلبينية وهو القائد العام للقوات المسلحة الفلبينية. يُنتخب الرئيس مباشرة من قبل الشعب، وهو أحد اثنين فقط من المسؤولين التنفيذيين المنتخبين على المستوى الوطني، والآخر هو نائب رئيس الفلبين. ومع ذلك، تولى أربعة نواب للرئيس رئاسة الجمهورية دون أن يُنتخبوا للمنصب، بحكم وفاة الرئيس أو استقالته في فترة قصيرة.
يشير الفلبينيون عمومًا إلى رئيسهم على أنه بانجولو أو رئيس بلغتهم المحلية. يقتصر الرئيس على ولاية واحدة مدتها ست سنوات. لا يُسمح لأي شخص خدم أكثر من أربع سنوات من فترة الرئاسة بالترشح أو الخدمة مرة أخرى. في 30 يونيو 2016، أدى رودريجو دوتيرتي اليمين الرئيس السادس عشر.

## التسمية المحلية
في الفلبينية، إحدى اللغتين الرسميتين للفلبين، يشار إلى الرئيس باسم البانجولو. في اللغات الرئيسية الأخرى في الفلبين مثل لغات بيسيان، يكون Presidente أكثر شيوعًا عندما لا يقوم الفلبينيون بالتناوب اللغوي في الواقع مع الكلمة الإنجليزية.

## التاريخ

### الجمهوريات الأولى

#### جمهورية تاغالوغ لبونيفاسيو
اعتمادًا على التعريف المختار لهذه المصطلحات، يمكن بدلًا من ذلك اعتبار عدد من الأشخاص صاحب أول منصب. يمكن اعتبار أندريس بونيفاسيو أول رئيس لفلبين موحدة منذ ذلك الحين، بينما كان ثالث رئيس أعلى من كاتيبونان، وهو مجتمع ثوري سري بدأ ثورة مفتوحة ضد الحكومة الإسبانية الاستعمارية في أغسطس 1896، حول المجتمع إلى حكومة ثورية ونصب نفسه كرئيس للأمة/ الشعب ذو السيادة. بينما ظل مصطلح كاتيبونان (ولقب الرئيس الأعلى)، عُرفت حكومة بونيفاسيو أيضًا باسم جمهورية تاغالوغ، ومصطلح haring bayan أو haringbayan كتكييف ومرادف لكلمة جمهورية، من جذورها اللاتينية. منذ اختصار كلمة الرئيس الأعلى إلى الأعلى في الروايات التاريخية المعاصرة لأشخاص آخرين، أصبح معروفًا بهذا العنوان وحده في التأريخ الفلبيني التقليدي، والذي كان يُفهم بحد ذاته على أنه يعني المرشد الأعلى على عكس الرؤساء اللاحقين. ومع ذلك، كما لاحظ المؤرخ الفلبيني شياو تشوا، لم يُشر بونيفاسيو إلى نفسه على أنه الأعلى بل الرئيس الأعلى، أو رئيس الجمعية العليا، أو رئيس الأمة ذات السيادة/ الشعب، كما يتضح من كتاباته.
على الرغم من أن كلمة تاغالوغ تشير إلى شعب التاغالوغ، وهم مجموعة عرقية لغوية محددة تقع معظمها في جنوب لوزون، استخدم بونيفاسيو مصطلح تاغالوغ في جمهورية تاغالوغ للإشارة إلى جميع الشعوب غير الإسبانية في الفلبين بدلًا من الفلبينيين، الأصول الاستعمارية، في إشارة إلى مفهومه للأمة والشعب الفلبينيين على أنه الأمة / الشعب التاغالوغي ذو السيادة أو بشكل أكثر تحديدًا الأمة السيادية لشعب التاغالوغان، في الواقع مرادف لجمهورية تاغالوغ أو بتعبير أدق جمهورية الأمة/ الشعب التاغالوغي.

##### عريضة للاعتراف ببونيفاسيو كأول رئيس
وفقًا للمؤرخ الفلبيني أمبيث أوكامبو، فإنه بينما في ذلك بونيفاسيو كرئيس سابق يعني أنه يجب أيضًا إدراج ماكاريو ساكاي وميغيل مالفار، إذ واصل ساكاي مفهوم بونيفاسيو عن جمهورية تاغالوغ الوطنية، وواصل مالفار جمهورية الفلبين التي كانت تتويجًا للعديد من الحكومات بقيادة إميليو أجوينالدو الذي حل محل بونيفاسيو/ أزاح مالفار بعد أسر أجوينالدو. ومع ذلك، ما تزال هناك دعوات، بما في ذلك من سليل بونيفاسيو، للسماح للحكومة الحالية بالاعتراف ببونيفاسيو كأول رئيس فلبيني. في عام 1993، قدم المؤرخون ميلاغروس غيريرو وإيمانويل إنكارناسيون ورامون فيليجاس التماسًا أمام المعهد التاريخي الوطني (الآن اللجنة التاريخية الوطنية للفلبين) للاعتراف ببونيفاسيو كأول رئيس فلبيني لكن المعهد رفض الالتماس وسبب في أن بونيفاسيو كان ولا حتى أول رئيس أعلى.
في عام 2013، أصدر مجلس مدينة مانيلا قرارًا يقنع الحكومة الوطنية بإعلان بونيفاسيو كأول رئيس لجمهورية تاغالوغ، وينسب إلى جميع سكان أرخبيل الفلبين. كما جرى التوقيع على قرار منفصل في عام 2013 من قبل جمعية المؤرخين الفلبينيين يحث الرئيس الفلبيني آنذاك بنينو أكينو الثالث على الاعتراف ببونيفاسيو كأول رئيس فلبيني. في نفس العام، أقر ممثلو مجلس النواب الفلبيني قرارًا لمجلس النواب سعى للاعتراف ببونيفاسيو كأول رئيس. كما تم تقديم قرار منزل مماثل في عام 2016.
وفقًا لمارلون كاديز من اللجنة التاريخية الوطنية للفلبين، تنتظر الوكالة دراسة شاملة وواضحة تحتوي على أدلة جديدة بالإضافة إلى تفسيرات الخبراء بشأن وضع بونيفاسيو كأول رئيس.

#### حكومة أغوينالدو والجمهورية الأولى
في مارس 1897، أثناء الثورة الفلبينية ضد إسبانيا، انتُخب إيميليو أغوينالدو رئيسًا للحكومة الثورية الجديدة في مؤتمر تيجيروس في تيجيروس، كافيت. كان من المفترض أن تحل الحكومة الجديدة محل كاتيبونان. أطلقت على نفسها اسم الجمهورية الفلبينية وجمهورية الفلبين وحكومة جميع التاغالوغ أو حكومة أمة/ شعب التاغالوغ بالكامل.
بعد أشهر، انتُخب أجوينالدو مرة أخرى رئيسًا في بياك نا باتو، بولاكان في نوفمبر، حيث قاد جمهورية الفلبين المعاد تنظيمها، والمعروفة اليوم باسم جمهورية بياك نا باتو. لذلك وقع أغوينالدو على ميثاق بياك نا باتو وذهب إلى المنفى في هونغ كونغ في نهاية عام 1897.
في أبريل 1898، اندلعت الحرب الإسبانية الأمريكية، وبعد ذلك أبحر السرب الآسيوي التابع للبحرية الأمريكية إلى الفلبين. في معركة خليج مانيلا في 1 مايو 1898، هزمت البحرية الأمريكية البحرية الإسبانية بشكل حاسم. عاد أكينالدو بعد ذلك إلى الفلبين على متن سفينة تابعة للبحرية الأمريكية وجدد الثورة. شكل حكومة ديكتاتورية في 24 مايو 1898، وأصدر إعلان استقلال الفلبين في 12 يونيو 1898. خلال هذه الفترة الوجيزة، أخذ لقب دكتاتور ويشير إعلان الاستقلال إليه على هذا النحو.
في 23 يونيو 1898، حول أغوينالدو حكومته الديكتاتورية إلى حكومة ثورية وأصبح يعرف باسم الرئيس مرة أخرى. في 23 يناير 1899، انُتخب أغوينالدو رئيسًا لجمهورية الفلبين، وهي حكومة جديدة شكلها الكونجرس الثوري بموجب دستور ثوري بالمثل. وبالتالي، تعتبر هذه الحكومة اليوم رسميًا بمثابة الجمهورية الأولى المناسبة وتسمى أيضًا جمهورية مالولوس، بعد عاصمتها مالولوس في بولاكان؛ يُعرف الكونغرس (الجمعية الوطنية رسميًا) والدستور عمومًا باسم كونغرس مالولوس ودستور مالولوس أيضًا.
مثل جميع أسلافها وخلفائها المحتملين حتى عام 1935 كومنولث الفلبين، كانت جمهورية الفلبين الأولى قصيرة العمر ولم يُعترف بها دوليًا، ولم يُسيطر عليها و/ أو الاعتراف بها عالميًا من قبل المنطقة بأكملها التي تغطيها الجمهورية الحالية، على الرغم من أنها (وهم) زعموا أنهم يمثلون ويحكمون أرخبيل الفلبين بأكمله وجميع سكانه. نُقلت الفلبين من السيطرة الإسبانية إلى السيطرة الأمريكية بموجب معاهدة باريس لعام 1898، الموقعة في ديسمبر من ذلك العام. اندلعت الحرب الفلبينية الأمريكية بين الولايات المتحدة وحكومة أجوينالدو. توقفت حكومته فعليًا عن الوجود في 1 أبريل 1901، بعد أن تعهد بالولاء للولايات المتحدة بعد أسره من قبل القوات الأمريكية في مارس.